# ژرار تیبرژ
ژرار تیبرژ (فرانسوی: Gérard Théberge‎; ۱۸ دسامبر ۱۹۳۰ – ۱ مهٔ ۲۰۰۰) بازیکن هاکی روی یخ اهل کانادا بود.